# Ribatejo (DOC)
Pour la région, voir Ribatejo.
Le Ribatejo, aujourd'hui appelée Tejo, est une appellation portugaise produite dans le terroir viticole du Ribatejo, couvrant les sous-régions de Cartaxo, Santarém, Almeirim, Coruche, Tomar et Chamusca. La région viticole du Tage comprend un total de 17 000 hectares qui produisent annuellement environ 650 000 hectolitres, ce qui représente environ 10 % du total national. Parmi ceux-ci, environ 110 000 hectolitres sont certifiés, dont 90 % de vins à Indication Géographique Protégée (IGP) et 10 % de vins à Appellation d'Origine Contrôlée (DOC).

## Géographie
Ce vignoble est situé sur les rives du Tage, dans le centre-ouest du pays. 

## Types de vin
Ses vins peuvent être blanc, rouge, rosé, mousseux et liquoreux. Sont aussi produits sous ce nom des spiritueux et du vinaigre de vin. 

## Encépagement
Les cépages utilisés pour les rouges et les rosés sont : Tinta roriz, Baga, Camarate, Castelão, Preto martinho, Tinta miúda, Touriga franca, Touriga nacional et Trincadeira (ou Tinta amarela). Pour les vins blancs, sont assemblés : Arinto (Pedernã), Fernão Pires (Maria Gomes), Rabo de Ovelha, Tália, Trincadeira das Pratas, Verdelho et Vital.